# Las dos hermanas (Zweig)
Las dos hermanas (en alemán Die gleich-ungleichen Schwestern) es un relato corto del autor austriaco Stefan Zweig publicado en 1937.

## Trama
El protagonista cuenta delante de un buen vino una historia sobre dos hermanas gemelas pero muy distintas de carácter, pues mientras una da rienda suelta a la lujuria, la otra se ocupa piadosamente de los necesitados.
Pero lo que las motiva a actuar así es, curiosamente, el deseo de superar a su manera a la otra hermana.